# أليكسي أوليوكايف
أليكسي أوليوكاييف (الروسية: Алексей Валентинович Улюкаев) (ولد 23 مارس 1956، في موسكو) هو سياسي روسي، عالم، واقتصادي. منذ 24 يونيو 2013، شغل منصب وزير التنمية الاقتصادية في الاتحاد الروسي في مجلس الوزراء ديمتري ميدفيديف. من عام 2004 إلى عام 2013، وكان يشغل منصب نائب رئيس مجلس إدارة البنك المركزي الروسي. وهو حاصل على درجة الدكتوراه في العلوم الاقتصادية.
عين وزيرا للاقتصاد الروسي في حكومة ميدفيديف ال14 في الاتحاد الروسي وال45 في تاريخ الحكومات الروسية بتاريخ 24 يونيو 2013.